# Siegenhofermühle
Siegenhofermühle ist ein Gemeindeteil der Gemeinde Deining im Landkreis Neumarkt in der Oberpfalz in Bayern.

## Lage
Die Einöde liegt im Oberpfälzer Jura auf etwa 470 m ü. NHN im Tal der Weißen Laber östlich von Siegenhofen und knapp zwei Kilometer nördlich von Deining an einer Gemeindeverbindungsstraße zwischen der Staatsstraße 2660 und Siegenhofen. Eine weitere Gemeindeverbindungsstraße führt im Tal der Weißen Laber von der Mühle Richtung Norden nach Arzthofen.

## Geschichte
Die 1355 als Mühle in „Sygenhofen“ erstmals schriftlich erscheinende Siegenhofermühle wurde in den Steuerbüchern unter den vier ganzen Höfen von Siegenhofen geführt. Im 17. Jahrhundert saß die Familie Wermüller über Generationen auf der Mühle. Auf den Müller Sandmüller folgte ab 1801 die heutige Besitzerfamilie. Bis zum Ende des Alten Reiches gehörte die Mühle zur Unteren Hofmark Berngau und unterstand hochgerichtlich dem kurfürstlichen Schultheißenamt Neumarkt.
Im Königreich Bayern wurde der Steuerdistrikt Unterbuchfeld im Landgericht Neumarkt gebildet, dem auch Siegenhofen und die Siegenhofermühle zugeordnet waren. Mit dem Gemeindeedikt von 1818 wurde die gleichnamige Gemeinde geformt, der wiederum Siegenhofen und Siegenhofermühle angehörten. Im Zuge der Gebietsreform in Bayern wurde am 1. Mai 1978 die Gemeinde Unterbuchfeld und mit ihr Siegenhofermühle am 1. Mai 1978 in die Gemeinde Deining eingegliedert.
Wie üblich, betrieb der Müller auch Landwirtschaft; so gehörten 1873 neben drei Pferden sechs Stück Rindvieh zur Mühle. Das oberschlächtige Mühlrad bestand zuletzt aus Eisen mit einer Welle aus Eichenholz. 1963 wurde der Mahlbetrieb eingestellt; zuletzt wurde statt mit den früheren Mahlsteinen mit Walzen ganztägig 15 bis 18 Zentner Mehl produziert. 2003 wurde das Mühlengebäude abgetragen.

## Einwohnerentwicklung
- 1871: 10 (3 Gebäude)[5]
- 1900: 14 (1 Wohngebäude)[6]
- 1925: 12 (1 Wohngebäude)[7]
- 1937: 00 Einwohner[8]
- 1950: 12 (1 Wohngebäude)[9]
- 1961: 06 (1 Wohngebäude)[10]
- 1987: 09 (2 Wohngebäude, 2 Wohnungen)[1]

## Fachwerkstadel
Als Baudenkmal gilt der Fachwerkstadel des Mühlenanwesens, ein traufständiger Bau mit einem Satteldach und massivem Stallteil, aus dem 19. Jahrhundert.